# ۱۹۴۵

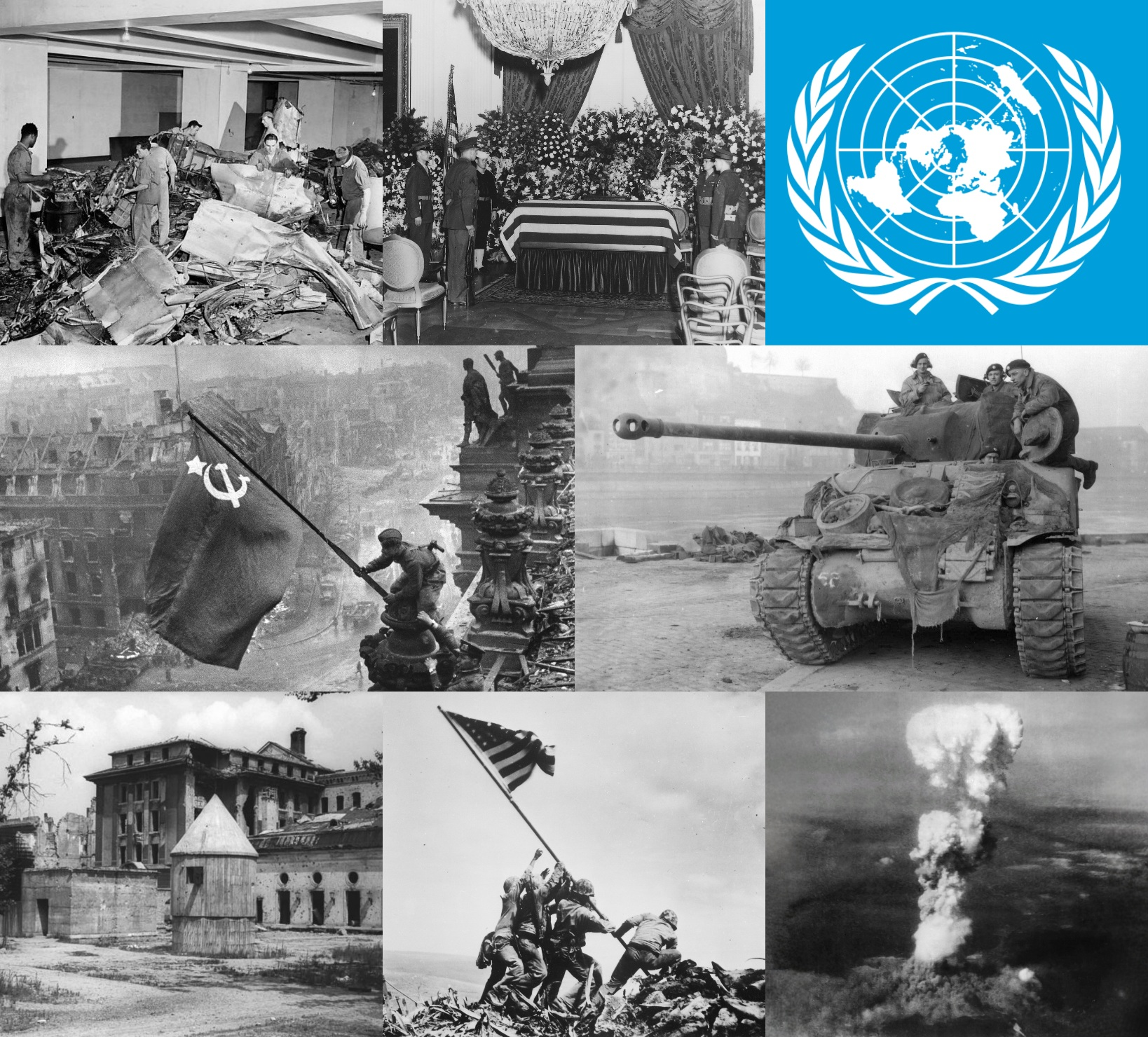

## رویدادها

### ژانویه
- ۵ ژانویه - اتحاد جماهیر شوروی دولت کمونیستی جدید لهستان را که طرفدار شوروی بود، به رسمیت شناخت.
- ۱۶ ژانویه - آدولف هیتلر به پناهگاه زیرزمینی خود در برلین نقل مکان کرد.
- ۱۷ ژانویه - ارتش سرخ شوروی شهر تخریب شده ورشو، پایتخت لهستان را از اشغال آلمان نازی خارج کرد. روز قبل از آن سرهنگ بوگیسلاو فون بونین فرمانده نیروهای آلمانی حاضر در شهر با لغو دستور هیتلر مبنی بر مقاومت شدید دستور به عقب‌نشینی از شهر داده بود که به دستگیری او انجامید.
- ۱۸ ژانویه - نازی‌ها آغاز به تخلیه ۶۰ هزار زندانی از اردوگاه آشویتس کردند.
- ۲۰ ژانویه - مجارستان به عنوان هم پیمان آلمان نازی و یکی از کشورهای اتحادیه دول  محور پیمان ترک مخاصمه با متفقین و پرداخت غرامت به آن‌ها در جنگ دوم جهانی را پذیرفت و از جنگ کناره‌گیری کرد.
- ۲۴ ژانویه - نخستین آزمایش موشک-A4b با موفقیت انجام شد.
- ۲۷ ژانویه - نیروهای ارتش سرخ شوروی اردوگاه آشویتس را تصرف کردند. این اردوگاه بزرگترین و مجهزترین اردوگاه کار اجباری آلمان نازی بود که در طول اشغال لهستان توسط نازی‌ها ساخته و تجهیز شده بود.
- ۲۸ ژانویه - با بازگشایی مسیر برمه (به عنوان مستعمره بریتانیا) حمایت‌های تسلیحاتی متفقین از جمهوری چین در مقابل امپراتوری ژاپن آغاز شد.
- ۳۰ ژانویه - کشتی ویلهلم گوستلوف حامل نزدیک به ده هزار سرباز و پناهنده آلمانی که قصد داشت محاصره شدگان در پروس شرقی را به بندر کیل برساند در سواحل گدانسک (دانزیگ) توسط سه اژدر شلیک شده از زیردریایی اس۱۳ شوروی غرق شد که به مرگ بیش از ۹۳۰۰ تن انجامید. این حادثه مرگ‌آورترین فاجعه دریایی با غرق شدن تنها یک کشتی در طول تاریخ نام گرفت.
- ۳۰ ژانویه - آدولف هیتلر پیشوای آلمان نازی تنها کمتر از سه ماه مانده به شکست قطعی کشورش در جنگ جهانی دوم، آخرین سخنرانی شخصی خود را از طریق رادیو انجام داد و ابراز امیدواری کرد آلمان در برابر دشمنانش به پیروزی خواهد رسید.
- ۳۱ ژانویه - سرباز وظیفه ادی اسلوویک به عنوان اولین و آخرین نفر پس از جنگ داخلی آمریکا به اتهام فرار از خدمت در جنگ جهانی دوم در ارتش ایالات متحده با جوخه آتش اعدام شد.

### فوریه
- ۴ فوریه - فرانکلین دلانو روزولت، رئیس‌جمهور ایالات متحده و وینستون چرچیل، نخست‌وزیر بریتانیا و جوزف استالین، رهبر شوروی دیدار هشت روزه خود مشهور به کنفرانس یالتا را جهت تعیین سرنوشت اروپا و جهان پس از جنگ جهانی دوم آغاز کردند.
- ۱۳ فوریه - قوای ارتش سرخ شوروی شهر بوداپست، پایتخت مجارستان را پس از قریب به ۵۰ روز محاصره به تصرف خود درآوردند. در نبرد بر سر این شهر علاوه بر بیش از ۸۰ هزار نظامی، ۳۸ هزار غیرنظامی نیز بر اثر قحطی پدید آمده حاصل از محاصره یا درگیری‌های موجود کشته شدند.
- ۱۴ فوریه - شیلی، اکوادر، پاراگوئه و پرو به سازمان ملل متحد پیوستند.
- ۱۶ فوریه - ونزوئلا در جریان جنگ دوم جهانی به آلمان نازی اعلان جنگ داد.
- ۲۲ فوریه - اروگوئه در جریان جنگ دوم جهانی به آلمان نازی و ژاپن اعلان جنگ داد.
- ۲۳ فوریه - ترکیه در جریان جنگ دوم جهانی تنها چهار ماه پیش از پایان جنگ و پس از حصول اطمینان از شکست قطعی دول محور در حرکتی نمادین به متفقین پیوست و به آلمان نازی و ژاپن اعلان جنگ کرد.

### مارس
- اوایل مارس - آن فرانک، نویسندهٔ جهود متولد آلمان، در سن ۱۵ سالگی بر اثر بیماری تیفوس در اردوگاه کار اجباری بِرگن-بِلسِن درگذشت.
- ۱۲ مارس - جنگ جهانی دوم: با توجه به پیشروی نیروهای ارتش سرخ و قصد دولت مجارستان به عنوان متحد آلمان برای رسیدن به یک صلح جداگانه با متفقین با دستور آدولف هیتلر، پیشوای آلمان نازی نیروهای این کشور تهاجم بدون خونریزی خود تحت عنوان عملیات مارگارت را برای اشغال مجارستان آغاز کردند.
- ۱۷ مارس - تاسیس باشگاه فوتبال الاهلی عربستان سعودی.

### مه
- ۸ مه - پایان جنگ جهانی دوم و روز پیروزی در اروپا

## زادروزها
- ۱۴ فوریه – شاهزاده هانس ادام دوم، پادشاه لیختن اشتاین (۱۹۸۹ تا به کنون) (زوریخ، سوئیس)
- ۲ فوریه – دیوید دی فریدمن، اقتصاددان و فیزیک‌دان آمریکایی
- ۶ فوریه – باب مارلی، خواننده-ترانه‌سرا، گیتاریست، و خواننده جامائیکایی (د. ۱۹۸۱)
- ۹ فوریه – میا فارو، بازیگر آمریکایی
- ۱۵ فوریه – داگلاس هافستادر، نویسنده و فیلسوف آمریکایی
- ۱۷ فوریه – برندا فریکر، بازیگر ایرلندی
- ۲۴ فوریه – بری باستویک، بازیگر آمریکایی
- ۲۶ فوریه – مارتا کریستن، بازیگر آمریکایی
- ۱ مارس – درک بندیکت، بازیگر آمریکایی
- ۱۵ مارس – لینو فاریساتو، دوچرخه‌سوار اهل ایتالیا
- ۱۹ مارس – جم کاراجا، خواننده اهل ترکیه (د. ۲۰۰۴)
- ۲ آوریل – لیندا هانت، بازیگر آمریکایی
- ۱۴ آوریل – ریچی بلکمور، گیتاریست بریتانیایی
- ۲۷ آوریل – آگوست ویلسون، نویسنده آمریکایی (د. ۲۰۰۵)
- ۹ مه – یوپ هاینکس، بازیکن فوتبال آلمانی
- ۱۴ مه – یوچانا والاچ، بازیکن فوتبال اسرائیلی
- ۱۷ مه – تونی روچه، بازیکن تنیس استرالیایی
- ۳۰ مه – گلادیس هورتون، خواننده آمریکایی (د. ۲۰۱۱)
- ۲ ژوئن – جان پیترز، تهیه‌کننده آمریکایی
- ۳ ژوئن – هیل ایروین، بازیکن گلف آمریکایی
- ۷ ژوئن – ولفگانگ اشلوسل، سیاست‌مدار اتریشی
- ۱۱ ژوئن – آدرین باربو، بازیگر و خواننده آمریکایی
- ۲۰ ژوئن – آنا ماری، خواننده و بازیگر کانادایی
- ۱ ژوئیه – دبی هری، خواننده-ترانه‌سرا، موسیقی‌دان، بازیگر، خواننده، و آهنگساز آمریکایی
- ۶ ژوئیه – برت وارد، صداپیشه و بازیگر آمریکایی
- ۱۰ ژوئیه – رن گلس، بازیگر آمریکایی
- ۲۶ ژوئیه – هلن میرن، صداپیشه و بازیگر بریتانیایی
- ۱ اوت – داگلاس دین اشرفت، فیزیک‌دان آمریکایی
- ۲ اوت – جوانا کسیدی، بازیگر و مدل آمریکایی
- ۱۹ اوت – ایان گیلان، خواننده انگلیسی
- ۱ سپتامبر – مصطفی بالعل، زبان‌شناس، نویسنده، و مترجم اهل ترکیه
- ۱۱ سپتامبر – فرانتس بکن‌باوئر، بازیکن فوتبال و مربی فوتبال آلمانی (د. ۲۰۲۴)
- ۱۷ سپتامبر – فیل جکسون، بازیکن بسکتبال و مربی بسکتبال آمریکایی
- ۲۵ سپتامبر – دی دی وارویک، خواننده آمریکایی (د. ۲۰۰۸)
- ۲۶ سپتامبر – برایان فری، خواننده-ترانه‌سرا، موسیقی‌دان، بازیگر، و ترانه‌سرا بریتانیایی
- ۳۰ سپتامبر – ایهود اولمرت، سیاست‌مدار اسرائیلی
- ۱۹ اکتبر
  - برنار دارمه، دوچرخه‌سوار اهل فرانسه (د. ۲۰۱۸)
  - جان لیسگو، صداپیشه، موسیقی‌دان، بازیگر، و شاعر آمریکایی
- ۲۹ اکتبر – ملبا مور، خواننده-ترانه‌سرا، بازیگر، خواننده، و آهنگساز آمریکایی
- ۳ نوامبر – گرد مولر، بازیکن فوتبال آلمانی
- ۱۵ نوامبر – آنی-فرید لینگستاد، خواننده سوئدی
- ۲۱ نوامبر – گلدی هان، موسیقی‌دان، بازیگر، خواننده، و کارگردان آمریکایی
- ۲۷ نوامبر – باربارا اندرسون (هنرپیشه زن)، بازیگر آمریکایی
- ۳۰ نوامبر – ماری میلینگتون، بازیگر و بازیگر پورنوگرافی بریتانیایی (د. ۱۹۷۹)
- ۱ دسامبر – بت میدلر، موسیقی‌دان، بازیگر، و خواننده آمریکایی
- ۹ دسامبر – مایکل نوری، بازیگر آمریکایی
- ۱۹ دسامبر – الین جویس، بازیگر آمریکایی
- ۲۲ دسامبر – دایان سایر، ژورنالیست آمریکایی

### ژانویه - فوریه
- ۶ فوریه - باب مارلی، خواننده رِگِی، آهنگساز، نوازنده گیتار و فعال اجتماعی جامائیکایی
- ۹ فوریه - میا فارو، هنرپیشه، عکاس، انسان‌دوست و فعال حقوق‌بشر آمریکایی.

### نوامبر - دسامبر
- ۱۸ نوامبر - ماهیندا راجاپاکسا، رئیس‌جمهور سری لانکا.

## مرگ‌ها
- ۳ فوریه – رولاند فرایسلر، سیاست‌مدار و قاضی آلمانی (ز. ۱۸۹۳)
- ۱۹ فوریه – آرتور فرانک ماتیوس، نقاش و معمار اهل ایالات متحده آمریکا (ز. ۱۸۶۰)
- ۲ مارس – امیلی کار، نقاش کانادایی (ز. ۱۸۷۱)
- ۱۹ مارس – فریدریش فروم، سرباز آلمانی (ز. ۱۸۸۸)
- ۲۹ مارس – فرنس چیک، ژورنالیست اهل مجارستان (ز. ۱۹۱۳)
- ۲۷ آوریل – خالد ضیا، نویسنده اهل ترکیه (ز. ۱۸۶۷)
- ۲ مه – مارتین بورمان، سیاست‌مدار آلمانی (ز. ۱۹۰۰)
- ۱۰ مه – کنراد هنلاین، سیاست‌مدار آلمانی (ز. ۱۸۹۸)
- ۱۹ مه – فیلیپ بوهلر، سیاست‌مدار آلمانی (ز. ۱۸۹۹)
- ۲۳ مه – هاینریش هیملر، سیاست‌مدار آلمانی (ز. ۱۹۰۰)
- ۳۱ مه – اودیلو گلوبوکنیک، سیاست‌مدار اتریشی (ز. ۱۹۰۴)
- ۸ ژوئن – روبر دسنوس، شاعر و نویسنده فرانسوی (ز. ۱۹۰۰)
- ۱۵ ژوئن – نیکولا آوراموف، نقاش بلغارستانی (ز. ۱۸۹۷)
- ۱۷ ژوئیه – ارنست بوش، نظامی آلمانی (ز. ۱۸۸۵)
- ۱۶ اوت – تاکیجیرو اونیشی، نظامی ژاپنی (ز. ۱۸۹۱)
- ۳۱ اوت – استفان باناخ، ریاضی‌دان لهستانی (ز. ۱۸۹۲)
- ۲۴ سپتامبر – هانس گایگر، فیزیک‌دان آلمانی (ز. ۱۸۸۲)
- ۱۵ اکتبر – پیر لاوال، سیاست‌مدار فرانسوی (ز. ۱۸۸۳)
- ۲۱ اکتبر – هنری آرمتا، بازیگر ایتالیایی (ز. ۱۸۸۸)
- ۲۴ اکتبر – ویدکون کیسلینگ، سیاست‌مدار نروژی (ز. ۱۸۸۷)
- ۲۵ اکتبر – روبرت لای، سیاست‌مدار آلمانی (ز. ۱۸۹۰)
- ۱۱ نوامبر – جروم کرن، آهنگساز آمریکایی (ز. ۱۸۸۵)
- ۲۰ نوامبر – فرانسیس ویلیام آستون، فیزیک‌دان و شیمی‌دان بریتانیایی (ز. ۱۸۷۷)
- ۲۸ نوامبر – دوایت اف دیویس، بازیکن تنیس و سیاست‌مدار آمریکایی (ز. ۱۸۷۹)
- ۱۴ دسامبر – فورستر هاروی، بازیگر ایرلندی (ز. ۱۸۸۴)
- ۲۲ دسامبر – اتو نویرات، اقتصاددان و فیلسوف اتریشی (ز. ۱۸۹۲)

### ژانویه - مارس
- ۲۶ مارس - دیوید لوید جرج: نخست‌وزیر بریتانیا.

### آوریل - اوت
- ۳۰ آوریل - آدولف هیتلر، صدر اعظم آلمان نازی.
- ۳۰ آوریل - اوا براون، همسر آدولف هیتلر.
- ۱ مه - یوزف گوبلز، وزیر تبلیغات آلمان نازی.

## جوایز نوبل
- فیزیک - ولفگانگ پاولی
- شیمی - آرتوری ایلماری ویرتانن
- پزشکی - الکساندر فلمینگ، ارنست بوریس چِین، هاوارد والتر فلوری
- ادبیات - گابریلا میسترال
- صلح - کوردل هال